# Стожице (стадион)
Стадион „Стожице“ е многофункционален стадион в град Любляна, Словения.
Построен е през 2010 г. Разполага с капацитет от 16 038 места. Собственост е на Община Любляна. Теренната настилка е естествена трева. Размерите на терена са 105 м в дължина на 68 м в ширина. Приема домакинските мачове на местния футболен отбор „Олимпия“.